# Boliche nos Jogos Pan-Americanos de 2015
As competições de boliche nos Jogos Pan-Americanos de 2015 foram realizadas em Toronto, entre 22 e 25 de julho, no Centro de Boliche Pan-Americano. Ao todo quatro eventos concederam medalhas, nas provas individuais e de duplas tanto no masculino quanto no feminino. O boliche é um dos oito esportes do Pan que não fazem parte do programa dos Jogos Olímpicos.

## Calendário
| Julho   | 7 | 8 | 9 | 10 | 11 | 12 | 13 | 14 | 15 | 16 | 17 | 18 | 19 | 20 | 21 | 22 | 23 | 24 | 25 | 26 |
| ------- | - | - | - | -- | -- | -- | -- | -- | -- | -- | -- | -- | -- | -- | -- | -- | -- | -- | -- | -- |
| Boliche |   |   |   |    |    |    |    |    |    |    |    |    |    |    |    |    | 2  |    | 2  |    |

|  | Dia de competição |  | Dia de final |

## Medalhistas

### Masculino
| Evento              | Ouro                                      | Prata                                      | Bronze                                                     |
| ------------------- | ----------------------------------------- | ------------------------------------------ | ---------------------------------------------------------- |
| Individual detalhes | Marcelo Suartz BRA Brasil                 | Amleto Monacelli VEN Venezuela             | Devin Bidwell USA Estados Unidos Dan MacLelland CAN Canadá |
| Duplas detalhes     | François Lavoie Dan MacLelland CAN Canadá | Jaime González Manuel Otalora COL Colômbia | Devin Bidwell Tommy Jones USA Estados Unidos               |

### Feminino
| Evento              | Ouro                                       | Prata                                            | Bronze                                                     |
| ------------------- | ------------------------------------------ | ------------------------------------------------ | ---------------------------------------------------------- |
| Individual detalhes | Shannon Pluhowsky USA Estados Unidos       | Aumi Guerra DOM República Dominicana             | Liz Johnson USA Estados Unidos Rocío Restrepo COL Colômbia |
| Duplas detalhes     | Clara Guerrero Rocío Restrepo COL Colômbia | Liz Johnson Shannon Pluhowsky USA Estados Unidos | Patricia de Faria Karen Marcano VEN Venezuela              |

## Quadro de medalhas
| Ordem | País                     | Medalha de ouro | Medalha de prata | Medalha de bronze |    |
| ----- | ------------------------ | --------------- | ---------------- | ----------------- | -- |
| 1     | USA Estados Unidos       | 1               | 1                | 3                 | 5  |
| 2     | COL Colômbia             | 1               | 1                | 1                 | 3  |
| 3     | CAN Canadá               | 1               |                  | 1                 | 2  |
| 4     | BRA Brasil               | 1               |                  |                   | 1  |
| 5     | VEN Venezuela            |                 | 1                | 1                 | 2  |
| 6     | DOM República Dominicana |                 | 1                |                   | 1  |
| TOTAL | TOTAL                    | 4               | 4                | 6                 | 14 |